# Его место для свиданий
«Его место для свиданий» (англ. His Trysting Place, альтернативные названия — Family Home / The Henpecked Spouse / The Ladies' Man / Very Much Married) — короткометражный немой фильм Чарльза Чаплина. Премьера состоялась 9 ноября 1914 года.

## Сюжет
Кларенс и Амброуз встречаются в забегаловке, и после ссоры случайно обмениваются своими плащами. В итоге Мейбл, жена Кларенса, обнаруживает в кармане мужа любовное письмо, которое одна девушка попросила отправить Амброуза. В то же время ревнивая жена последнего обнаруживает в кармане мужа детскую бутылочку, которую купил своему сыну-младенцу Кларенс, и решает, что у её мужа есть дети на стороне.

## В ролях
- Чарли Чаплин — Кларенс, муж
- Мэйбл Норманд — Мейбл, жена
- Мак Суэйн — Амброуз
- Филлис Аллен — его жена
- Глен Кавендер — полисмен (нет в титрах)
- Фрэнк Хейз — обедающий (нет в титрах)